# Iwaniwka (rejon iziumski)
Iwaniwka (ukr. Іванівка) – wieś na Ukrainie, w obwodzie charkowskim, w rejonie iziumskim. W 2001 liczyła 146 mieszkańców.